# Osiedle Rolna
Osiedle Rolna; Osiedle Rolna-Wodospady – osiedle mieszkaniowe w Katowicach, w położone w granicach dzielnicy Załęska Hałda-Brynów część zachodnia. Położone jest ono w historycznej części miasta nazywanej Starą Ligotą i rozciąga się od ulicy Kredytowej po ulicę Kazimierza Gołby pomiędzy ulicą Rolną a rzeką Kłodnicą.

## Historia
Teren Starej Ligoty, na których powstało osiedle Rolna, do lat 60. XX wieku miał charakter rolniczy. Ostatnia mapa, na której jeszcze nie było osiedla, pochodzi z 1967 roku. Wywłaszczanie gruntów i wyburzanie dawnej zabudowy pod budowę osiedla rozpoczęto w latach 70. XX wieku. W ramach osiedla wybudowano cztery wieżowce oraz kilkanaście czteropiętrowych bloków z wielkiej płyty. Ulokowano na nim także pawilony sklepowe oraz filię Miejskiej Biblioteki Publicznej, w miejscu gdzie przedtem mieściła się fabryka żarówek. Było ono realizowane przez Spółdzielnię Mieszkaniową „Górnik”. Ostatnie bloki osiedla oddano do użytku w 1987 roku. Na osiedle wprowadzali się ludzie z różnych części Polski, zaś pozostałością po terenach sprzed budowy osiedla jest kaplica przy ulicy Wozaków.
Na osiedlu planowano przedłużenie ulicy Wodospady do ulicy Kłodnickiej. Pomysł spotkał się w 2016 roku z protestem mieszkańców, obawiających się o znaczne zwiększenie ruchu w tym obszarze. Plany te kolidowały także z budową ścieżki spacerowej wzdłuż Kłodnicy.

## Charakterystyka
Osiedle Rolna położone jest na terenie Katowic, w dzielnicy Załęska Hałda-Brynów część zachodnia, na terenach Starej Ligoty. Składa się ono z powstałych w latach 1958–1987 roku 25 budynków o zróżnicowanej wysokości, w których mieści się 1 010 lokali mieszkalnych o łącznej powierzchni użytkowej blisko 51 tys. m². Ponadto znajduje się na nim 65 garaży oraz 17 lokali użytkowych. Na terenie osiedla są organizowane różnego rodzaju wydarzenia integrujące lokalną społeczność, w tym Dzień Dziecka czy akcje sprzątania płynącej w pobliżu osiedla Kłodnicy. Wierni rzymskokatoliccy z osiedla Rolna przynależą do parafii Świętej Rodziny i św. Maksymiliana Kolbego.
Osiedle zarządzane jest przez Administrację Osiedle Rolna, będąca częścią Spółdzielnia Mieszkaniowa „Górnik” w Katowicach. Siedziba administracji mieści się przy ulicy J. Grzyśki 14. Na osiedlu, przy ulicy J. Grzyśki mieści się siedziba Miejskiego Przedszkola nr 88, będącego częścią Zespołu Szkolno-Przedszkolnego nr 8, natomiast przy ulicy J. Grzyśki 19a Filia nr 32 Miejskiej Biblioteki Publicznej w Katowicach. Przy bibliotece funkcjonuje stacja rowerów miejskich Metrorower nr 27368. Dostęp do komunikacji miejskiej zapewniają autobusy na zlecenie Zarządu Transportu Metropolitalnego (ZTM). Najbliższy przystanek znajduje się przy ulicy Rolnej – Stara Ligota Rolna, z którego wg stanu z lipca 2021 roku odjeżdżają dwie linie: 154 i 296, łącząca osiedle Rolna z innymi dzielnicami Katowic, a także z Siemianowicami Śląskimi i Sosnowcem. 